# Feministische Philosophie
Feministische Philosophie bezeichnet verschiedene Ansätze in der Philosophie des 20. Jahrhunderts und der Gegenwartsphilosophie, die sich mit den natürlichen sowie den soziokulturell und sozial konstruierten Unterschieden der Geschlechter (Gender) auseinandersetzen. Als kritische philosophische Praxis untersucht sie, wie dominante Konzepte und Praktiken der Wissensproduktion – insbesondere hinsichtlich Zuschreibung, Aneignung und Legitimation von Wissen – zur Benachteiligung von Frauen und anderen marginalisierten Gruppen beitragen, und zielt darauf, diese Strukturen zu transformieren.
Feministische Philosophie analysiert beispielsweise, inwiefern geschlechtsspezifische Vorannahmen wissenschaftliche Forschung beeinflussen, und zeigt auf, dass vermeintlich universale Kategorien wie Rationalität, Objektivität oder Vernunft historisch häufig als männlich codiert wurden. Beispielsweise geht das Konzept des situierten Wissens (Donna Haraway), davon aus, dass jede Erkenntnis aus bestimmten sozialen und historischen Standpunkten hervorgeht. Die Standpunkttheorie (u. a. Sandra Harding, Patricia Hill Collins, Alison Wylie) argumentiert, dass epistemische Perspektiven aus marginalisierten sozialen Positionen unter bestimmten Bedingungen ein kritisches Potenzial und erkenntnistheoretische Vorteile bieten können. Dabei stellt feministische Philosophie nicht nur klassische Begriffe und Theorien in Frage, sondern entwickelt auch alternative Konzeptionen, die der Vielschichtigkeit geschlechtlicher, rassifizierter, klassenbasierter und anderer sozialer Machtverhältnisse Rechnung tragen.
Feministische Philosophie hat eine Vielzahl methodologischer Zugänge hervorgebracht – von empiristisch-analytischen über poststrukturalistische bis hin zu materialistisch-intersektionalen Ansätzen. Sie ist ausgeprägt interdisziplinär und bewegt sich an den Schnittstellen von Erkenntnistheorie, Ethik, politischer Philosophie, Wissenschaftstheorie und Ontologie.

## Erste Ansätze feministischer Philosophie
Die kritische philosophische Reflexion der Geschlechterverhältnisse und der Rolle der Frau in Gesellschaft, Philosophie und Kultur hat eine lange und vielschichtige Vorgeschichte, die bis in die Antike zurückreicht. Im Einzelnen ist umstritten, inwieweit historische Philosophinnen proto-feministisch oder feministisch im weiteren Sinne betrachtet werden können, insofern sie etwa aus einer weiblichen Perspektive schrieben, sich kritisch mit weiblichen Rollen und Erfahrungen auseinandersetzten, explizit Frauenrechte und -bildung einforderten, zumal Philosophinnen die unterschiedlichsten Themenfelder der Philosophie bearbeiteten.
Bereits Hipparchia (um 300 v. Chr.), eine Vertreterin der kynischen Schule, stellte durch ihr Leben und Denken konventionelle Geschlechterrollen infrage. Sie lehnte traditionelle weibliche Lebensweisen bewusst ab, übernahm den kynischen Lebensstil und verteidigte ihr Recht, Philosophie zu betreiben, statt sich häuslichen Tätigkeiten zu widmen. Auch Frauen bzw. Texte aus dem Kreise der Pythagoreer, wie Theano I, Myia, Aesara, Phintys und Periktione I, wandten philosophische Prinzipien wie die Harmonia auf spezifisch weibliche Lebensbereiche wie Ehe, Haushalt und Kindererziehung an und reflektierten über weibliche Tugenden und Pflichten innerhalb der gegebenen sozialen Ordnung. Makrina (um 330–379) argumentierte auf Basis ihrer Seelenlehre für eine essentielle Gleichheit der Geschlechter, da das Wesen der Seele die Vernunft sei und Leidenschaften ihr nicht inhärent seien, womit sie sich von frauenfeindlichen Strömungen ihrer Zeit abgrenzte. Hypatia von Alexandria (um 355/370–415 n. Chr.), eine bedeutende Mathematikerin, Astronomin und neuplatonische Philosophin, gilt als frühes Beispiel weiblicher intellektueller Autorität. Sie leitete eine philosophische Schule in Alexandria und wurde Opfer eines gewaltsamen politischen Konflikts, der später oft als Symbol für die Unterdrückung weiblicher Gelehrsamkeit gedeutet wurde.
Im Mittelalter formulierte Christine de Pizan (1364–1430) in Le Livre de la Cité des Dames (1405) eine systematische Kritik an frauenfeindlichen Schriften und entwickelte die Utopie eines intellektuellen Zufluchtsorts für Frauen. Isotta Nogarola (1418–1466) argumentierte in einem Dialog über Adam und Eva gegen die traditionelle Zuschreibung weiblicher Schuld am Sündenfall. Laura Cereta (1469–1499) verteidigte in ihren Briefen das Recht auf weibliche Bildung und analysierte früh die soziale Konstruktion von Geschlechterrollen.
In der frühen Neuzeit verfasste Marie de Gournay (1565–1645) mit De l’égalité des hommes et des femmes (1622) eine grundlegende Abhandlung über die Gleichwertigkeit der Geschlechter. Anna Maria van Schurman (1607–1678) argumentierte in ihrer Dissertatio de ingenii muliebris für den Zugang von Frauen zu höherer Bildung auf der Grundlage rationalistischer und theologischer Prinzipien. Margaret Cavendish (1623–1673) kritisierte nicht nur die Ausgrenzung von Frauen aus der Wissenschaft, sondern entwickelte in ihren naturphilosophischen Schriften auch eine eigenständige, monistisch geprägte Philosophie der Materie.
Im 18. Jahrhundert verband Mary Astell (1666–1731) cartesianische Erkenntnistheorie mit einer Kritik der Ehe als sozialer Institution und forderte eigenständige Bildungsräume für Frauen. Émilie du Châtelet (1706–1749) verfasste bedeutende Arbeiten zur Metaphysik und Physik und argumentierte für den gleichberechtigten Zugang von Frauen zur Wissenschaft. Mary Wollstonecraft (1759–1797) formulierte in A Vindication of the Rights of Woman (1792) eine aufklärerische Kritik an patriarchalen Geschlechterrollen und trat für die intellektuelle Gleichstellung der Frau ein. Olympe de Gouges (1748–1793) forderte in ihrer Erklärung der Rechte der Frau und Bürgerin (1791) die rechtliche und politische Gleichstellung von Frauen während der Französischen Revolution.
Auch im 19. Jahrhundert traten Frauen zunehmend als eigenständige philosophische Stimmen in Erscheinung. Harriet Taylor Mill (1807–1858) beeinflusste maßgeblich das Werk von John Stuart Mill und formulierte liberale Argumente für die Gleichstellung der Geschlechter. Margaret Fuller (1810–1850) verband in Woman in the Nineteenth Century (1845) transzendentalistische Philosophie mit sozialer Reform. Harriet Martineau (1802–1876) war eine Pionierin der Soziologie, die Geschlechterverhältnisse empirisch untersuchte und ihre theoretischen Analysen mit politischen Forderungen verband.

## Entwicklung der feministischen Philosophie
Die Geschichte der feministischen Theorie und Philosophie wird häufig in „Wellen“ beschrieben – ein umstrittenes Modell, das interne Differenzen innerhalb jeder Phase sowie die historische Kontinuität feministischer Kritik mitunter verwischt.
Die „erste Welle“ (etwa Mitte des 19. Jahrhunderts bis in die erste Hälfte des 20. Jahrhunderts) konzentrierte sich demnach vor allem auf bürgerlich-liberale Forderungen wie das Frauenwahlrecht, Zugang zu Bildung und Eigentum sowie rechtliche Gleichstellung. Der britische Philosoph und Politiker John Stuart Mill (1806–1873) gilt als ein Vertreter des Liberalismus, seine Ansichten zur Situation der Frau in der Gesellschaft können als liberaler Feminismus bezeichnet werden. Beeinflusst durch seine spätere Frau Harriet Taylor Mill (1807–1858), forderte er – seit 1865 als Repräsentant der Gesellschaft für das Frauenwahlrecht ins Parlament gewählt – das Frauenwahlrecht und das Scheidungsrecht. Er untersuchte als einer der Ersten sozialwissenschaftlich die Unterdrückung der Frau. In Deutschland spielte Elisabeth Selbert eine zentrale Rolle bei der Verankerung der Gleichberechtigung von Frauen und Männern im Grundgesetz.
Eine „zweite Welle“ (späte 1960er- bis frühe 1980er-Jahre) setzte sich kritisch mit patriarchalen Strukturen in Gesellschaft, Familie, Arbeitswelt, Sprache und Körperpolitik auseinander. In diesem Kontext etablierte sich feministische Philosophie als akademische Disziplin, die klassische philosophische Konzepte einer grundlegenden Revision unterzieht.
Ein bedeutendes Werk an der Schwelle zwischen erster und zweiter Welle ist Simone de Beauvoirs Das andere Geschlecht (1949). Ihre These, dass die Frau nicht als autonomes Subjekt, sondern als „das Andere“ des Mannes konstruiert werde, wurde zu einer grundlegenden Inspirationsquelle für die feministische Theorie. Auf der Basis des Existentialismus und der existenzialistischen Phänomenologie fragte sie nach der Bedeutung des Konzepts des Geschlechts für Gesellschaft und Diskurs und zeigte die Unterdrückung der Frau im Patriarchat auf.
Eine „dritte Welle“ (seit den 1990er-Jahren) wandte sich gegen die teils normativen Vorstellungen früherer Feminismen und rückte Intersektionalität in den Fokus – also die Verschränkung von Geschlecht mit anderen Kategorien wie Ethnizität, Klasse, Religion oder Sexualität. Identität wird dabei weithin nicht als fixe Größe, sondern als historisch und sozial situierter Aushandlungsprozess verstanden.

## Fragestellungen
Die feministische Philosophie umfasst ein breites Spektrum an Fragestellungen und Bereichen:

### Erkenntnistheorie und Wissenschaftstheorie
Die feministische Erkenntnistheorie und Wissenschaftstheorie untersucht, wie Geschlecht unsere Konzeptionen von Wissen, Wissenden und Praktiken der Erforschung und Rechtfertigung beeinflusst. Sie identifiziert, wie dominante Konzeptionen und Praktiken der Wissenszuschreibung, -aneignung und -rechtfertigung Frauen und andere untergeordnete Gruppen benachteiligen und versucht, sie zu reformieren, um den Interessen dieser Gruppen zu dienen.
Sandra Harding hat für die feministischen Erkenntnistheorien die Einteilung in drei Ansätze vorgeschlagen:
- Empiristische Ansätze: Diese gehen davon aus, dass die Praktiken und Normen der gegenwärtigen Naturwissenschaften ausreichen, um angemessene Forschungsresultate zu erreichen. Erst eine falsche oder fehlende Anwendung führt zu sexistischen oder androzentrischen Theorien.
- Standpunkt-Theorien: Diese gehen davon aus, dass keine Theorie von speziellen Interessen und Werten unabhängig ist, halten aber eine richtige Darstellung der Welt durch solche Theorien dennoch für möglich. Der Standpunkt marginalisierter Gruppen (insbesondere Frauen) wird dabei als epistemisch privilegiert angesehen.
- Postmoderne Ansätze: Diese weisen allgemeine Wissensansprüche über Wissen, Fortschritt und Identität überhaupt zurück und betonen die Lokalität, Partikularität und Kontingenz jeder besonderen Sichtweise.

Ein zentrales Konzept feministischer Erkenntnistheorie ist das des „situierten Wissens“, welches von Donna Haraway entwickelt wurde. Es besagt, dass Wissen immer die spezifischen Perspektiven des Wissenden widerspiegelt und niemals völlig unparteiisch oder objektiv sein kann.

### Feministische politische Philosophie
Die feministische Politische Philosophie untersucht beispielsweise die Strukturierung des Raums in eine häuslich-familiäre und eine öffentlich-politische Sphäre, die jeweils mit „Weiblichkeit“ oder „Männlichkeit“ assoziiert werden, und ihre Folgen für die Konzeption von Politik als Männerdomäne. Sie stellt das Selbstverständnis der Politik als geschlechtsneutrale, objektive und universale Wissenschaft in Frage und diskutiert u. a. die öffentlich/privat-Dichotomie und ihrer Auswirkungen auf die Unterdrückung von Frauen, Macht- und Herrschaftsstrukturen im Geschlechterverhältnis, das Verhältnis von Geschlecht zu anderen Kategorien sozialer Differenz wie Klasse, „Rasse“, sexueller Orientierung, Konzeptionen von Freiheit, Gerechtigkeit und Gleichheit aus feministischer Perspektive, oder die Rolle von Care-Arbeit und Sorge in der politischen Theoriebildung.

### Feministische Ethik
Die feministische Ethik fragt nach den spezifischen Unterschieden einer männlichen und einer weiblichen Ethik und untersucht, inwieweit als typisch weiblich aufgefasste Handlungsmodelle wie Anteilnahme oder Fürsorge in traditionellen ethischen Konzepten zu kurz kommen. Wichtige Beiträge zur feministischen Ethik kamen von Carol Gilligan, die argumentierte, dass das dominante Konzept der moralischen Entwicklung und Subjektivität in Wirklichkeit ein bestimmter, männlicher Stil des moralischen Denkens sei und betonte, dass ein auf Fürsorge und Beziehungen basierender ethischer Ansatz nicht minderwertig sei. Die Care-Ethik, die auf diesen Erkenntnissen aufbaut, betont die Bedeutung von Fürsorge, Beziehungen und Kontextabhängigkeit bei moralischen Entscheidungen und stellt sich gegen abstrakte Prinzipien der Gerechtigkeit. Neuere Ansätze verbinden jedoch Care-Ethik mit Gerechtigkeitsüberlegungen und betonen, dass Fürsorge ohne Gerechtigkeit zu Paternalismus führen kann.

### Metaphysik und Ontologie
Die feministische Metaphysik und Ontologie befasst sich mit grundlegenden Fragen der Struktur der Wirklichkeit aus feministischer Perspektive. Sie hinterfragt beispielsweise die vermeintliche Geschlechtsneutralität traditioneller metaphysischer Kategorien und untersucht, wie Konzepte wie Substanz, Identität, Kausalität und Natur geschlechtlich codiert sind.
Feministische Metaphysiker wie Elizabeth Grosz und Judith Butler haben neue ontologische Ansätze entwickelt, die die Materialität des Körpers und die performative Natur von Geschlecht betonen. Butlers Theorie der Performativität von Geschlecht hat gezeigt, wie Geschlechtsidentitäten durch wiederholte Handlungen konstituiert werden, anstatt natürliche oder wesentliche Eigenschaften zu sein.

## Strömungen in der feministischen Philosophie

### Liberaler Feminismus
Der liberale Feminismus folgt dem Liberalismus in seinem Fokus auf Freiheit und Gleichheit und konzentriert sich primär darauf, die persönliche und politische Autonomie von Frauen zu schützen und zu fördern. Er basiert auf der aufklärerischen Norm der gleichen Achtung der Person, wobei Person mit moralischer Gleichheit oder dem gleichen Wert der Person als moralischer Entscheider verbunden ist.
Wichtige Vertreterinnen sind Susan Moller Okin, Martha Nussbaum und Eva Kittay, die die Arbeiten von John Rawls produktiv genutzt haben, um seine Theorie so zu erweitern, dass sie die Belange von Frauen berücksichtigt.
Liberale Feministinnen haben die rechtlichen und politischen Kämpfe um die Kriminalisierung von Gewalt gegen Frauen, reproduktive Rechte und gleichen Zugang zu Bildung und Beschäftigung angeführt.

### Radikaler Feminismus
Der radikale Feminismus vertritt die Auffassung, dass bestehende Strukturen und Institutionen grundlegend umgestaltet – statt reformiert – werden müssen, um an die „Wurzel“ der Unterdrückung von Frauen zu gelangen. Im Gegensatz zum Liberalismus, der das Potenzial für Freiheit sieht, sieht der radikale Feminismus Herrschaftsstrukturen, die größer sind als jedes Individuum.
Vertreterinnen wie Catharine MacKinnon führen die Wurzel der männlichen Herrschaft auf die Sexualität und die Vorstellung zurück, dass heterosexueller Geschlechtsverkehr männliche Herrschaft über Frauen ausübt. Das Patriarchat selbst dominiert Frauen, indem es sie als Objekte des männlichen Begehrens positioniert.
Radikale Feministinnen der 1970er und 1980er Jahre versuchten, die herrschende Ordnung auf verschiedene Weise abzulehnen, manchmal durch Befürwortung von Separatismus (Mary Daly), die Technologisierung der Fortpflanzung (Shulamith Firestone) oder die Ablehnung der normativen Sexualität als in der männlichen Herrschaft verwurzelt (MacKinnon).

### Marxistischer, sozialistischer und materialistischer Feminismus
Diese Strömungen konzentrieren sich darauf, wie Produktionsweisen zusammen mit sich verändernden Produktions- und Reproduktionsverhältnissen die sozialen Arrangements (z. B. geschlechtsspezifische Arbeitsteilung, Geschlechterhierarchie) und Institutionen (z. B. Ehe, Mutterschaft, Familie) prägen, die zur Unterdrückung von Frauen beitragen.
Marxistische und sozialistische Feministinnen nutzen Frederick Engels’ Betonung der „Reproduktion des unmittelbaren Lebens“, um über orthodox-marxistische Lesarten hinauszugehen, die sich auf „Produktionsweisen“ konzentrieren, die die Erfahrung von Männern als Lohnarbeiter privilegieren. Theoretiker der sozialen Reproduktion analysieren stattdessen Formen der Arbeit, meist unbezahlte Frauenarbeit, die zur Erhaltung des Lebens auf individueller, familiärer und Artenebene beitragen.
Wichtige Vertreterinnen sind Silvia Federici, deren Werk „Caliban and the Witch“ die Rolle der Hexenverfolgungen bei der Entstehung des Kapitalismus und der Unterwerfung der Frauen analysiert, sowie Nancy Fraser, die sich mit dem Verhältnis von Kapitalismus, Krise und Geschlechtergerechtigkeit auseinandersetzt.

### Poststrukturalistische, dekonstruktivistische und postmoderne Ansätze
Poststrukturalistische und dekonstruktivistische Ansätze in der feministischen Theorie analysieren kritisch, wie Sprache und Diskurse geschlechtliche Bedeutungssysteme konstruieren. Diese Denkrichtungen stützen sich u. a. auf Arbeiten von Michel Foucault zur Diskursanalyse und Jacques Derridas Konzept der Dekonstruktion, um binäre Oppositionen und essentialistische Identitätsvorstellungen grundlegend hinterfragen.
Drei einflussreiche französische Theoretikerinnen haben diese Richtung maßgeblich geprägt: Luce Irigaray argumentiert, dass das weibliche Subjekt in der abendländischen Philosophiegeschichte systematisch als Negation oder Mangel des Männlichen konzipiert wurde, wodurch Frauen eine eigenständige ontologische Position verweigert wurde. Julia Kristeva entwickelte Theorien zur semiotischen Dimension der Sprache, die vorsprachliche Erfahrungen einbeziehen. Hélène Cixous formulierte mit dem Konzept der „écriture féminine“ einen Ansatz des weiblichen Schreibens, das patriarchale Diskursstrukturen durchbricht.
Judith Butlers Werke Das Unbehagen der Geschlechter und Körper von Gewicht revolutionierten die Geschlechtertheorie mit dem Konzept der Performativität. Sie argumentierte, dass Geschlecht nicht eine vordiskursive Realität darstellt, sondern durch wiederholte performative Akte erst hervorgebracht wird. Dabei dekonstruiert sie die vermeintlich naturgegebene Unterscheidung zwischen biologischem Geschlecht (sex) und sozialem Geschlecht (gender), indem sie argumentiert, dass auch das biologische Geschlecht bereits diskursiv konstruiert ist und keine präkulturelle Gegebenheit darstellt. Anstelle essentialistischer und binärer Geschlechtermodelle setzt sie ein Verständnis von Geschlecht als kontinuierliches Spektrum differenzierter Subjektpositionen, das über die Zweigeschlechtlichkeit hinausgeht.

### Intersektionale Ansätze
Intersektionale Feminismen betonen, wie verschiedene Formen von Unterdrückung und Privilegien entlang bestimmter „Achsen“ der Identität (Geschlecht, Rasse, Klasse, Behinderung usw.) nicht unabhängig voneinander wirken, sondern sich auf komplexe Weise überschneiden, die unsere sozialen Beziehungen, Identitäten, Interessen und Erfahrungen prägen.
Dieser Ansatz geht auf die bahnbrechende Arbeit mehrerer Denkerinnen zurück, darunter Kimberlé Crenshaws „Demarginalizing the Intersection of Race and Sex“, Patricia Hill Collins’ „Black Feminist Thought“, Angela Davis’ „Women, Race, and Class“ und die Werke von Audre Lorde.
Intersektionale Ansätze haben die feministische Philosophie tiefgreifend beeinflusst, indem sie die Vorstellung eines einheitlichen Subjekts „Frau“ in Frage gestellt und die Notwendigkeit betont haben, die komplexen Realitäten von Frauen mit unterschiedlichen Identitäten und Erfahrungen zu berücksichtigen.

### Transnationale, dekoloniale und indigene Feminismen
Diese Ansätze theoretisieren das Politische über, zwischen und gegen Nationalstaatsgrenzen hinweg. Die „Grenze“ wird zu einer wichtigen geopolitischen, kulturellen und symbolischen Figur, die die Arbeit feministischer Denkerinnen in diesem Bereich prägt.
Postkoloniale und transnationale feministische Theoretikerinnen haben auf die Notwendigkeit hingewiesen, multiple globale Perspektiven zu berücksichtigen, als Herausforderung für euro- und anglozentrische feministische Theorie, indem sie sich auf die gelebten Realitäten von Frauen im Globalen Süden konzentrieren. Chandra Talpade Mohantys „Feminism without Borders“ ist ein wegweisendes Werk in dieser Hinsicht.
Dekoloniale Feministinnen wie María Lugones konzentrieren sich auf die „Kolonialität des Geschlechts“ – die Art und Weise, wie Geschlecht eine koloniale Auferlegung ist, die im Widerspruch zu nicht-modernen Kosmologien, Wirtschaftsformen und Verwandtschaftsformen steht.

### Feministische demokratische Theorie
Feministische demokratische Theorie beschäftigt sich mit der Frage, was es bedeutet, öffentliche Räume zu verwirklichen und demokratische Politik zu gestalten. Dabei haben deliberative Ansätze (z. B. Seyla Benhabib, Nancy Fraser, Iris Marion Young) vielfach Wurzeln in den sozialistischen und marxistischen Traditionen, besonders in der Frankfurter Schule der kritischen Theorie. Sie suchen nach Wegen, wie Menschen inmitten aller Unterschiede und Fragen über den Mangel an Grundlagen zu einer Einigung über Angelegenheiten von gemeinsamer Bedeutung kommen können.
Agonistische Theoretikerinnen (z. B. Chantal Mouffe, Bonnie Honig) analysieren, inwieweit demokratische Theorien, die sich auf Konsens konzentrieren, die Art von Meinungsverschiedenheiten unterdrücken können, die für demokratischen Fortschritt unerlässlich sind. Sie konzentrieren sich daher mehr auf Pluralität, Dissens und die unaufhörliche Auseinandersetzung innerhalb der Politik.

### Ökofeminismus und Umweltethik
Der Ökofeminismus verbindet feministische Anliegen mit ökologischen Fragen und argumentiert, dass die Herrschaft über und Zerstörung der „Natur“ ein feministisches Thema von politischer Bedeutung ist. Dies liegt besonders an den tiefen Assoziationen zwischen Weiblichkeit und Natur, die durch die westliche patriarchalische Philosophie und Kultur laufen. Neuere Ansätze, beispielsweise von Val Plumwood und Vandana Shiva, haben Theorien der Demokratie, Handlungsfähigkeit und Rechte erweitert.

### Posthumanismus und neue Materialismen
Diese neueren Ansätze stellen anthropozentrische Perspektiven in Frage und betonen die Handlungsfähigkeit und Bedeutung nicht-menschlicher Akteure, materieller Systeme und technologischer Netzwerke. Sie erweitern feministische Anliegen auf Fragen der Beziehungen zwischen Menschen, Technologien und nicht-menschlichen Wesen. Denkerinnen wie Karen Barad, Rosi Braidotti und Jane Bennett theoretisieren materielle Wirklichkeit, Verkörperung und Handlungsfähigkeit jenseits „humanistischer“ Rahmen.

### Digitaler Feminismus und Technopolitik
Mit dem Aufkommen digitaler Technologien und sozialer Medien haben sich feministische Philosophinnen zunehmend mit Fragen der digitalen Gerechtigkeit, technologischen Governance und Online-Subjektivität befasst (Cyberfeminismus). Sie untersuchen, wie Geschlecht und andere Identitätskategorien im digitalen Raum dargestellt, performt und reguliert werden. Arbeiten zur feministischen Technopolitik befassen sich mit Fragen der Überwachung, Privatsphäre, algorithmischer Bias und digitalen Rechten sowie mit den Möglichkeiten und Grenzen digitaler Plattformen für feministische Mobilisierung und Solidarität.

### Biopolitik und Körperlichkeit
Aufbauend u. a. auf Michel Foucaults Arbeit zur Biopolitik haben feministische Philosophinnen untersucht, wie Macht auf der Ebene des Körpers operiert und wie neoliberale Forderungen nach Autonomie, Selbstgenügsamkeit und Selbstdisziplin Individuen auf der Ebene der Subjektivität beeinflussen.  Dazu zählen Judith Butlers Arbeiten zu Prekarität und Verletzlichkeit oder Jasbir Puars Analysen von „debility“ (Behinderung als politisch herbeigeführter Zustand). Der moderne abolitionistische Feminismus wird von den Beiträgen feministischer Philosophinnen wie Angela Davis vorangetrieben, deren Arbeit zum rassialisierten Gefängnis-Industrie-Komplex die sozial-politische Bewegung zur Abschaffung von Gefängnissen und zur Entwicklung neuer Theorien der restaurativen Gerechtigkeit angeregt hat.